# Raffaele Conforti
Raffaele Conforti (Calvanico, 4 ottobre 1804 – Caserta, 3 agosto 1880) è stato un politico e patriota italiano e senatore del Regno.

## Biografia
Figlio di Calvanico, Raffaele Conforti fu figura di primo piano del Risorgimento e dell'unità d'Italia. Procuratore generale della gran corte criminale di Napoli, nel 1848 fu nominato ministro dell'interno nel governo costituzionale del Regno delle Due Sicilie presieduto da Carlo Troya. Dopo il colpo di mano del 15 maggio 1848, allorché Ferdinando II sciolse il parlamento democratico e sostituì il governo costituzionale, il 1º ottobre 1849 Conforti, che era riuscito ad allontanarsi da Napoli, fu condannato a morte in contumacia.
Rifugiatosi in Piemonte esercitò la professione di avvocato a Genova e a Torino. Fu eletto deputato del collegio di Broni nel Parlamento Subalpino di Torino. Appoggiò la Spedizione dei Mille. Ritornò a Napoli in seguito all'amnistia concessa agli esuli da Francesco II, alla vigilia dell'arrivo dei garibaldini. Durante la dittatura del generale fu nominato ministro dell'Interno, e in tale veste organizzò il plebiscito a Napoli e fu lui a presentarne il risultato a Vittorio Emanuele II.
Fu Ministro di Grazia e Giustizia nei Governi Rattazzi I e Cairoli I, senatore dal 1867 e vicepresidente del Senato. Suo figlio Luigi è stato un poeta e un saggista storico.
È ricordato nel camposanto di Poggioreale, nel recinto degli uomini illustri, con un monumento inaugurato il 3 luglio 1892. L’opera è stata progettata dall’architetto Giuseppe Pisanti e realizzata dallo scultore Carmelo Gatto.